# 박승무
박승무(朴勝武, 1893년 8월 25일~1980년 7월 25일)은 대한민국의 화가로, 호는 심향(心香, 深香), 소하(小霞), 본관은 반남(潘南)이다.

## 생애
1913년 조선서화미술회 강습소에 입학하면서 안중식, 조석진 등으로부터 그림을 배웠고 서화협회 전람회와 조선미술전람회 등에 출품하였다. 광복 이후에 열린 제1, 2, 3회 대한민국미술전람회(국전)에서 추천작가로 참가했으며 제4회 국전에서 초대작가로 선정되기도 했지만 국전의 문제점을 이유로 출품하지 않았다.
한국 전쟁 이후에는 주로 대전에 정착하면서 활동했으며 1957년 충청남도 문화상을 수상했고 1972년 한국근대미술 60년전과 1974년 원로작가 초대전에 초대되었다. 1976년 그의 작품들을 모은 심향 박승무 회고전(1976년 11월 26일 ~ 12월 7일, 동아일보사·동아방송 주최)이 열렸으며 그의 대표 작품으로 《설경산수(雪景山水)》, 《춘경산수(春景山水)》 등이 있다.